# Lista de aves da Namíbia
Esta é uma lista das espécies de aves registradas na Namíbia. A avifauna da Namíbia inclui um total de 706 espécies, das quais uma é endêmica, quatorze quase endêmicas, uma foi introduzida por humanos e trinta e cinco são raras ou vagantes. Dezesseis espécies estão globalmente ameaçadas.
A nomenclatura (nomes científicos e comuns) e o tratamento taxonômicos (designação e sequência de ordens, famílias e espécies) desta lista  seguem as convenções da quinta edição da obra The Clements Checklist of Birds of the World.
As seguintes marcas foram usadas para destacar várias categorias. As espécies nativas que ocorrem comumente não se enquadram em nenhuma dessas categorias.
- (V) Vagante - espécie que raramente ou acidentalmente ocorre na Namíbia
- (E) Endêmica - espécie endêmica da Namíbia
- (NE) Quase endêmica - espécie com 90 a 95% de sua população na Namíbia
- (I) Introduzida - espécie introduzida na Namíbia como consequência, direta ou indireta, de ações humanas

## Struthioniformes
Ordem: Struthioniformes   Família: Struthionidae
O avestruz é uma ave incapaz da voar nativa da África. É a maior espécie viva de ave. Possui uma aparência distinta, com longas pernas e pescoço, e habilidade para correr em alta velocidade.
- Avestruz, Struthio camelus

## Anseriformes
Ordem: Anseriformes   Família: Anatidae

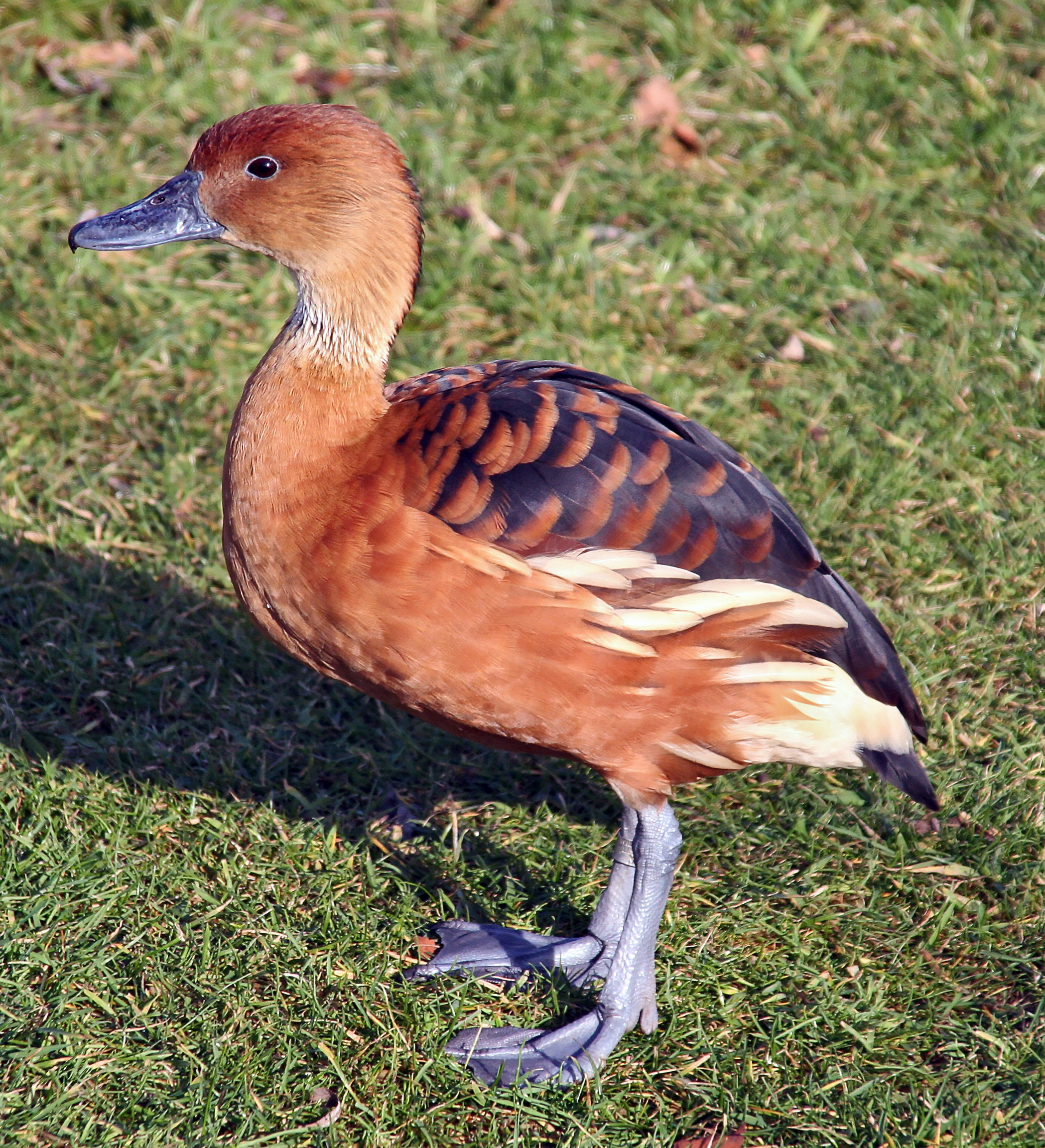
Marreca-caneleira

- Marreca-caneleira, Dendrocygna bicolor
- Irerê, Dendrocygna viduata
- Pato-de-dorso-branco, Thalassornis leuconotus
- Ganso-do-egito, Alopochen aegyptiacus
- tadorna-africana, tadorna-do-cabo, pato-de-cabeça-cinzenta, Tadorna cana
- Pato-ferrão, Plectropterus gambensis
- Pato-de-crista, Sarkidiornis melanotos
- Nettapus auritus
- Anas sparsa
- Anas capensis
- Anas undulata
- Marreca-arrebio, Anas acuta (A)
- Anas erythrorhyncha
- Anas hottentota
- Anas querquedula
- Anas smithii
- Pato-trombeteiro, Anas clypeata (A)
- Paturi-preta, Netta erythrophthalma
- Oxyura maccoa

## Galliformes
Ordem: Galliformes   Família: Phasianidae

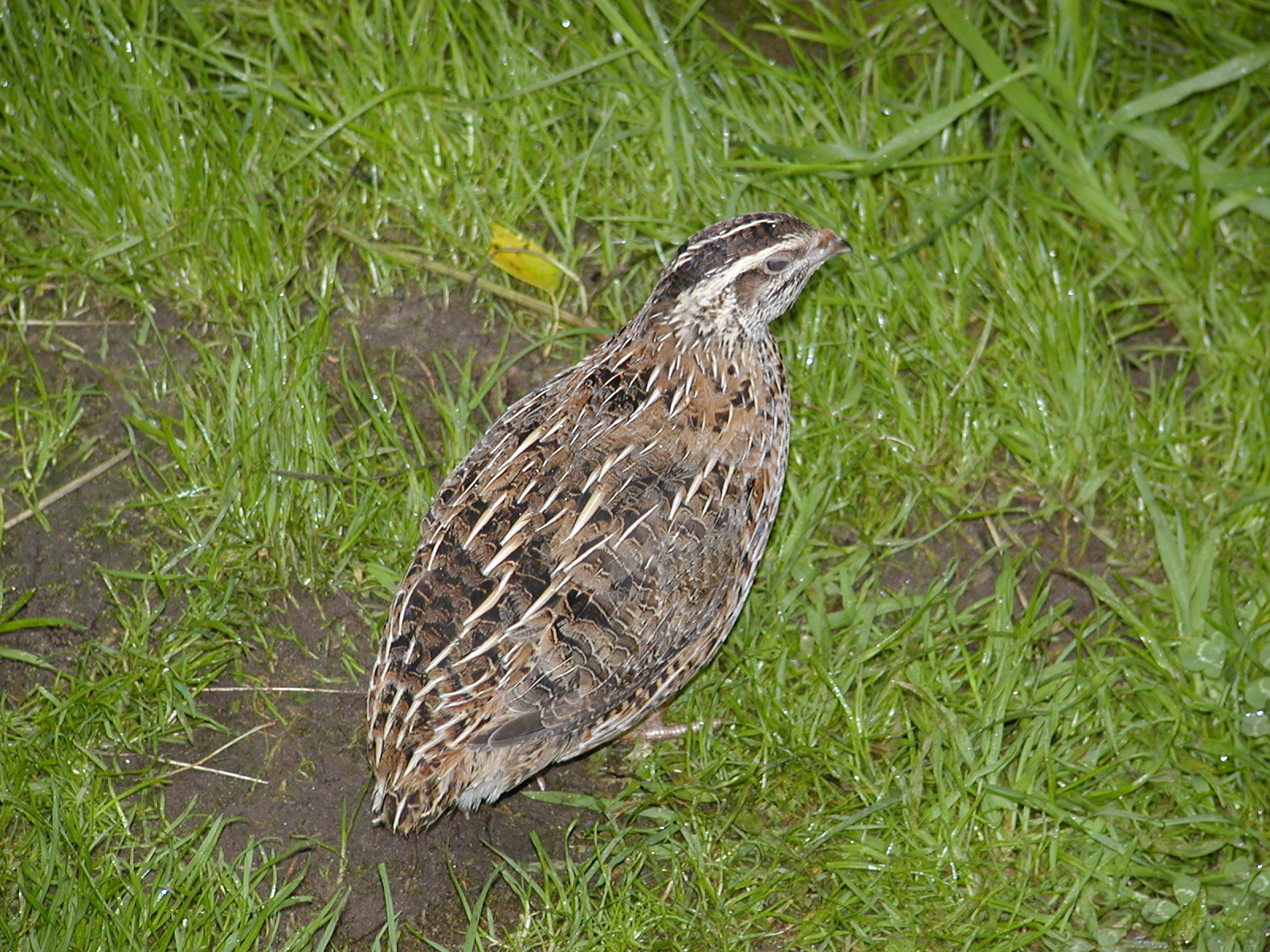
Codorniz-comum

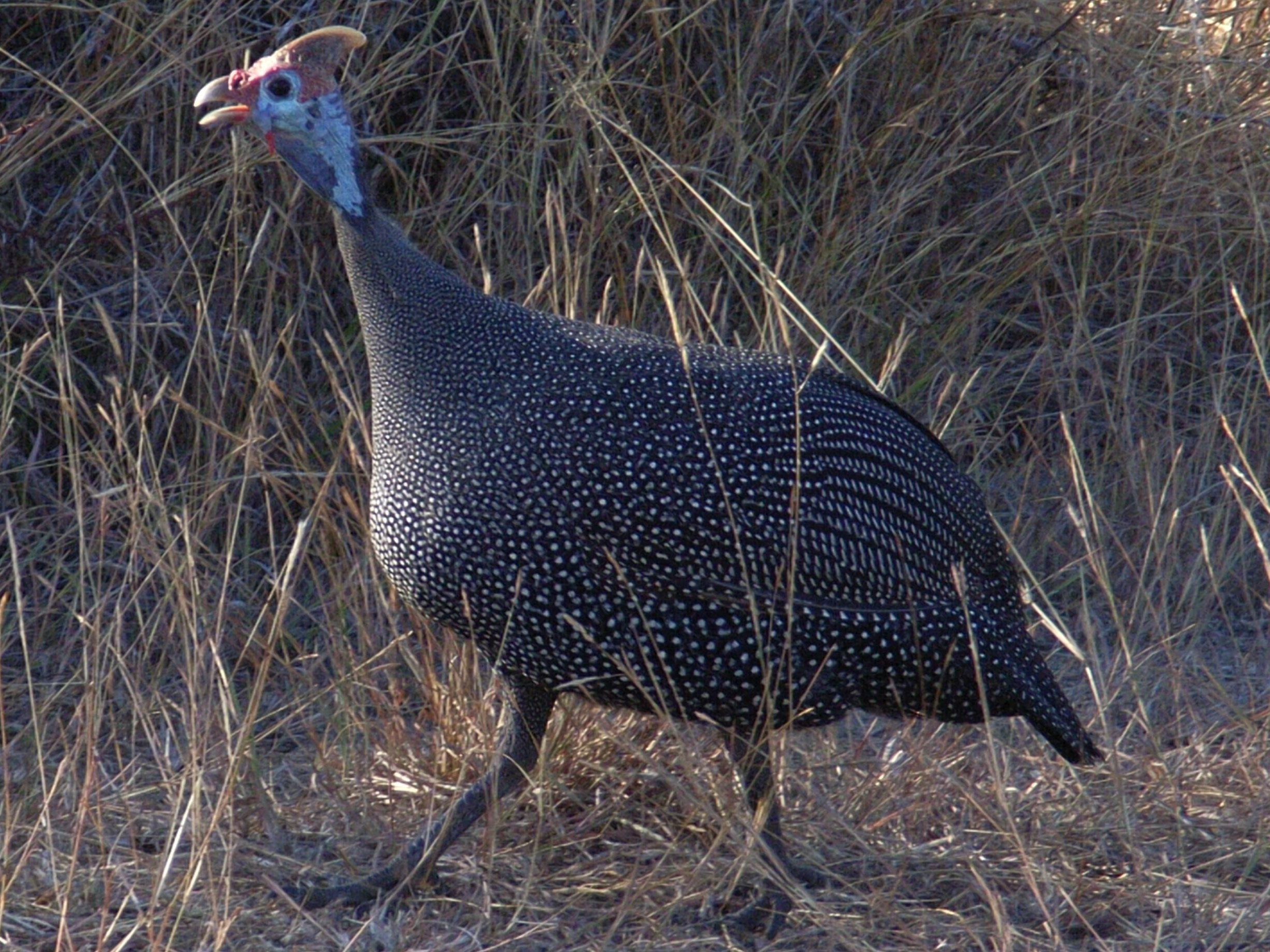
Galinha-d'angola

Phasianidae é um família de aves terrestres. Há 10 espécies que foram registradas na Namíbia.
- Codorniz-comum, Coturnix coturnix
- Codorniz-arlequim, Coturnix delegorguei
- Francolim-coqui, Campocolinus coqui
- Francolim-de-crista, Ortygornis sephaena
- Francolim-do-orange, Scleroptila gutturalis
- Francolim-de-hartlaub, Pternistis hartlaubi (NE)
- Francolim-de-bico-vermelho, Pternistis adspersus
- Francolim-do-cabo, Pternistis capensis
- Francolim-de-pescoço-vermelho, Pternistis afer
- Francolim-de-swainson, Pternistis swainsonii

Ordem: Galliformes   Família: Numididae
Os numidídeos são um grupo de aves africanas que comem sementes e vivem no chão que se assemelham a perdizes, mas com cabeças sem penas e plumagem cinzenta.
- Pintada-da-guiné, Numida meleagris
- Pintada-de-crista, Guttera pucherani

## Phoenicopteriformes
Ordem: Phoenicopteriformes   Família: Phoenicopteridae
- Flamingo-comum, Phoenicopterus roseus
- Flamingo-pequeno, Phoenicopterus minor

## Podicipediformes
Ordem: Podicipediformes   Família: Podicipedidae

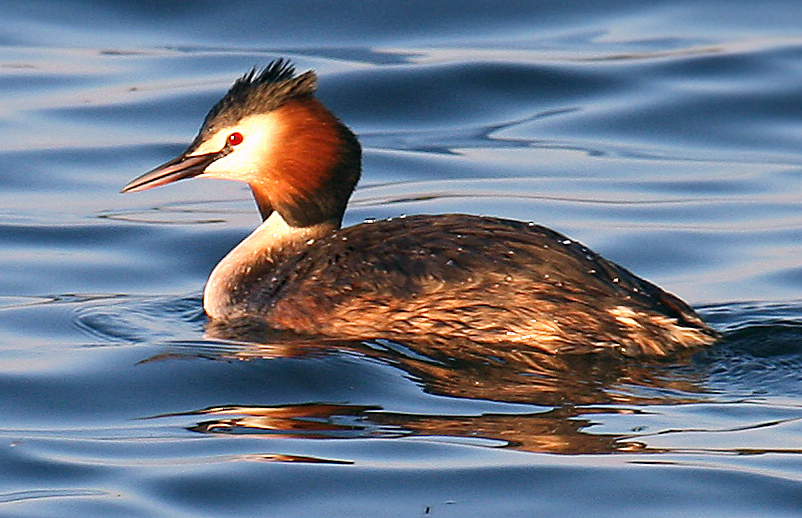
Mergulhão-de-crista

Os mergulhões são aves aquáticas de água doce de porte pequeno a médio. Há 20 espécies no mundo, três das quais ocorrem na Namíbia.
- Mergulhão-pequeno-castanho, Tachybaptus ruficollis
- Mergulhão-de-crista, Podiceps cristatus
- Mergulhão-de-pescoço-preto, Podiceps nigricollis

## Sphenisciformes
Ordem: Sphenisciformes   Família: Spheniscidae

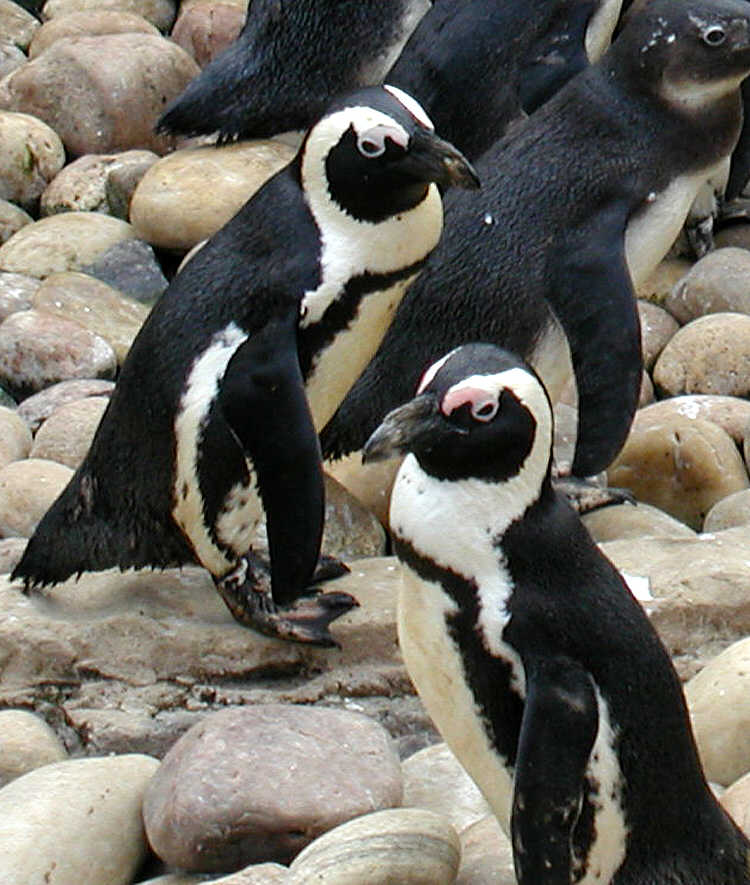
Pinguins-africanos

Os pinguins são um grupo de aves aquáticas incapazes de voar que vivem quase exclusivamente no hemisfério sul. A maioria dos pinguins se alimenta de krill, peixes e outras formas de vida marinha capturadas durante mergulhos. Existem 17 espécies em todo o mundo, e duas delas ocorrem na Namíbia.
- Pinguim-azul, Eudyptula minor
- Pinguim-africano, Spheniscus demersus

## Procellariiformes
Ordem: Procellariiformes   Família: Diomedeidae
Os albatrozes estão entre as maiores aves voadoras. Sete espécies foram registradas na Namíbia.
- Albatroz-errante, Diomedea exulans
- Albatroz-de-tristão, Diomedea dabbenena
- Albatroz-de-cabeça-cinza, Thalassarche chrysostoma
- Albatroz-de-sobrancelha, Thalassarche melanophris
- Albatroz-arisco, Thalassarche cauta
- Albatroz-de-salvin, Thalassarche salvini
- Albatroz-de-bico-amarelo-do-atlântico, Thalassarche chlororhynchos

Ordem: Procellariiformes   Família: Procellariidae
- Petrel-gigante-do-norte, Macronectes giganteus
- Petrel-gigante-do-sul, Macronectes halli
- Pardelão-prateado, Fulmarus glacialoides
- Pomba-do-cabo, Daption capense
- Fura-buxo-de-cara-cinza, Pterodroma macroptera
- Grazina-de-barriga-branca, Pterodroma incerta (A)
- Grazina-mole, Pterodroma mollis
- Faigão-de-bico-largo, Pachyptila vittata
- Faigão-rola, Pachyptila desolata
- Faigão-de-bico-fino, Pachyptila belcheri (A)
- Faigão-de-bico-curto, Pachyptila turtur
- Alma-negra, Bulweria bulwerii (A)
- Pardelão-de-queixo-branco, Procellaria aequinoctialis
- Grazina-de-bico-curto, Aphrodroma brevirostris
- Pardela-de-bico-amarelo, Calonectris borealis
- Cagarra-de-cory, Calonectris diomedea
- Pardela-de-bico-preto, Ardenna gravis
- Pardela-do-pacífico,, Ardenna pacificus
- Bobo-escuro, Ardenna griseus
- Bobo-pequeno, Puffinus puffinus
- Puffinus elegans

Ordem: Procellariiformes   Família: Hydrobatidae
- Painho-de-wilson, Oceanites oceanicus
- Painho-de-barriga-preta, Fregetta tropica (A)
- Painho-de-cauda-quadrada, Hydrobates pelagicus
- Painho-de-cauda-forcada, Oceanodroma leucorhoa

## Phaethontiformes
Ordem: Phaethontiformes   Família: Phaethontidae
Os rabos-de-palha são aves brancas delgadas que habitam oceanos tropicais. Possuem uma cauda com longas penas centrais. Suas cabeças e asas longas têm manchas pretas.
- Rabo-de-palha-de-bico-laranja, Phaethon lepturus (A)

## Suliformes
Ordem: Suliformes   Família: Sulidae
- Morus capensis
- Morus serrator (A)
- Sula sula (A)
- Atobá-pardo, Sula leucogaster (A)

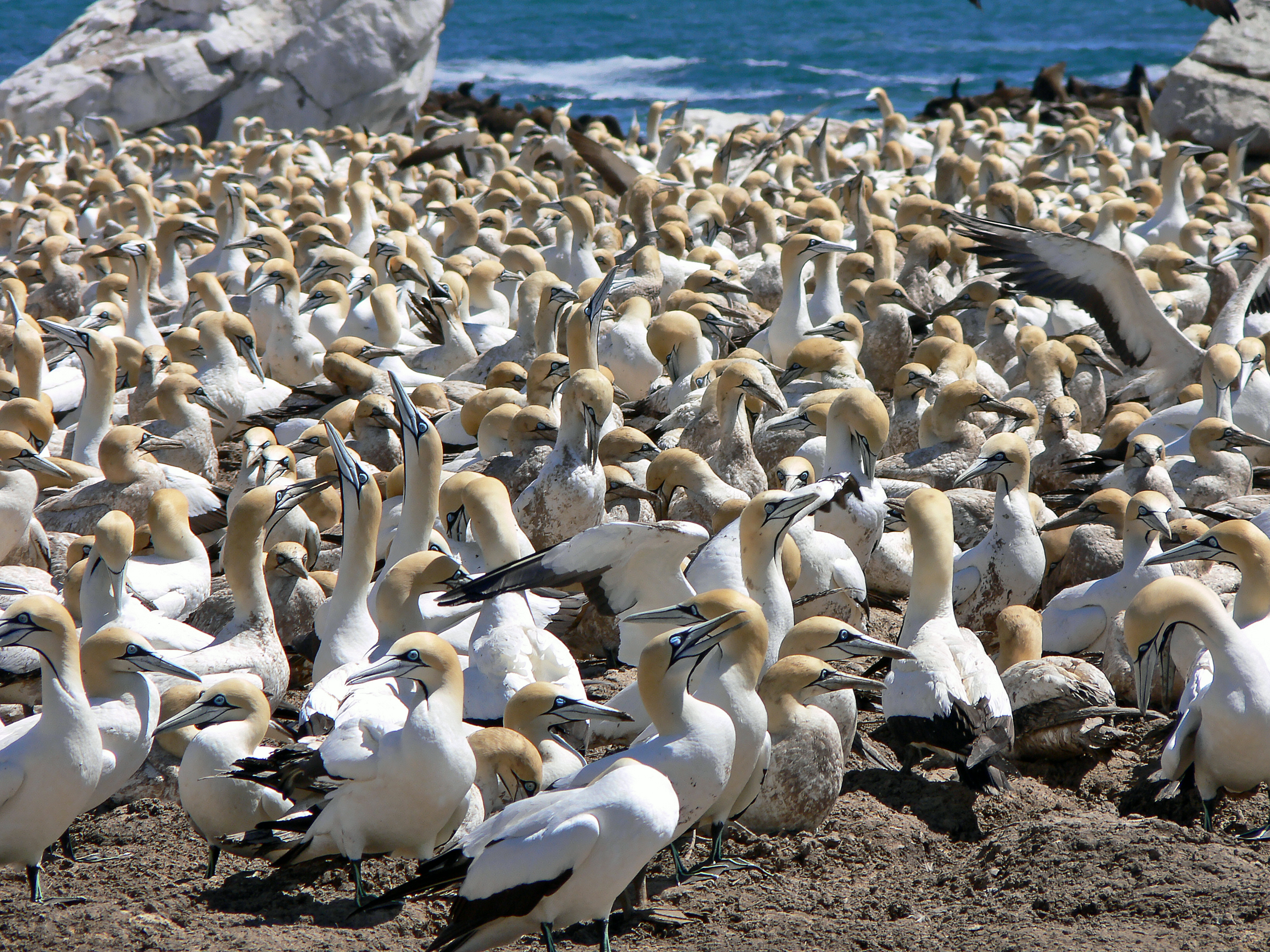
Colônia de reprodução de Morus capensis

Ordem: Suliformes   Família: Phalacrocoracidae
- Corvo-marinho-de-faces-brancas, Phalacrocorax carbo
- Corvo-marinho-do-cabo, Phalacrocorax capensis
- Corvo-marinho-dos-baixios, Phalacrocorax neglectus
- Corvo-marinho-africano, Microcarbo africanus
- Corvo-marinho-coroado, Microcarbo coronatus

Ordem: Suliformes   Família: Anhingidae
- Anhinga rufa

## Pelecaniformes
Ordem: Pelecaniformes   Família: Pelecanidae
- Pelicano-branco, Pelecanus onocrotalus
- Pelicano-rosado, Pelecanus rufescens

Ordem: Pelecaniformes   Família: Ardeidae

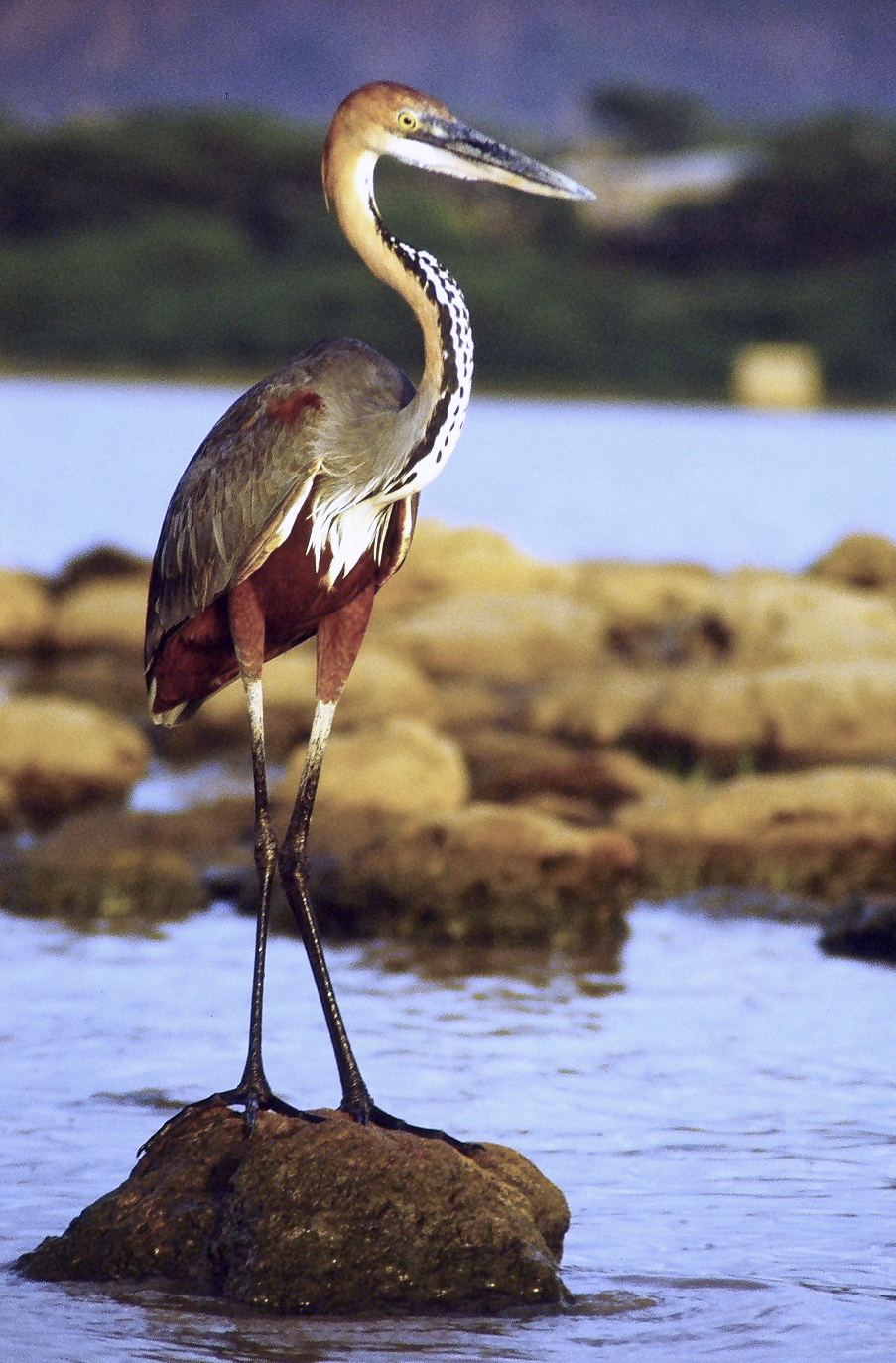
Ardea goliath é a maior espécie de garça do mundo.

A família Ardeidae abrange os socós e as garças.
- Garça-real-europeia, Ardea cinerea
- Ardea melanocephala
- Ardea goliath
- Garça-vermelha, Ardea purpurea
- Garça-branca-grande, Ardea alba
- Egretta vinaceigula
- Egretta ardesiaca
- Egretta intermedia
- Garça-branca-pequena, Egretta garzetta
- Garça-caranguejeira, Ardeola ralloides
- Ardeola rufiventris
- Garça-vaqueira, Bubulcus ibis
- Socozinho, Butorides striata
- Savacu, Nycticorax nycticorax
- Gorsachius leuconotus
- Garçote-anão, Ixobrychus sturmii
- Abetouro, Botaurus stellaris

Ordem: Pelecaniformes   Família: Scopidae
- Cabeça-de-martelo, Scopus umbretta

Ordem: Pelecaniformes   Família: Threskiornithidae
Threskiornithidae é uma família de aves terrestres de grande porte que inclui os íbis e os colhereiros.
- Íbis-sagrado, Threskiornis aethiopicus
- Íbis-hadada, Bostrychia hagedash
- Íbis-preto, Plegadis falcinellus
- Platalea alba

## Ciconiiformes
Order: Ciconiiformes   Família: Ciconiidae

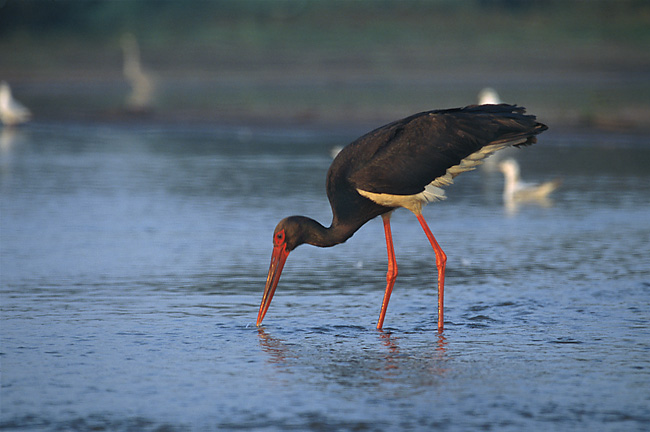
Cegonha-preta

- Cegonha-de-bico-amarelo, Mycteria ibis
- Bico-aberto, Anastomus lamelligerus
- Cegonha-preta, Ciconia nigra
- Cegonha-de-abdim, Ciconia abdimii
- Cegonha-episcopal, Ciconia episcopus
- Cegonha-branca, Ciconia ciconia
- Jabiru, Ephippiorhynchus senegalensis
- Marabu, Leptoptilos crumenifer

## Accipitriformes
Ordem: Accipitriformes   Família: Pandionidae
A família Pandionidae contém apenas uma espécie, a águia-pescadora.
- Águia-pescadora, Pandion haliaetus

Ordem: Accipitriformes   Família: Accipitridae

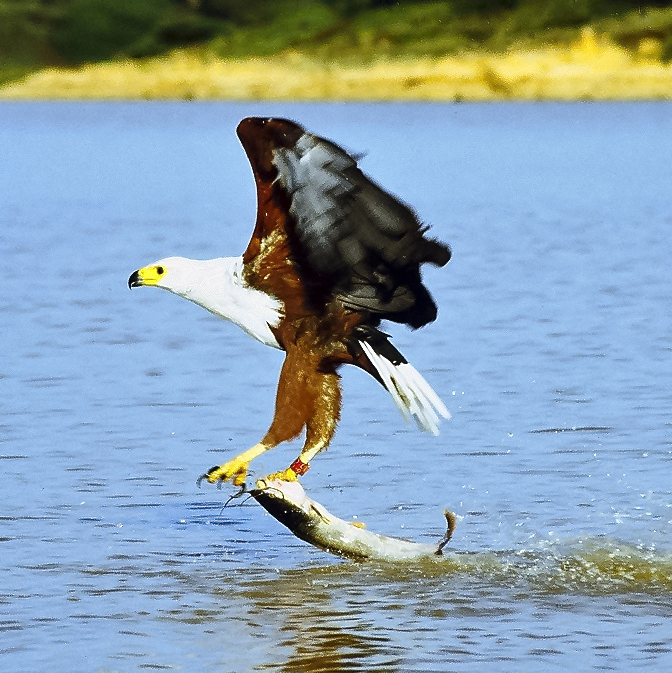
Águia-pescadora-africana

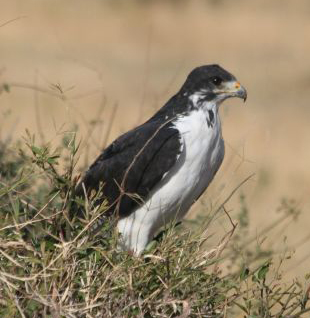
Buteo rufofuscus

Accipitridae é uma família de aves de rapina.
- Aviceda cuculoides
- Vespeiro-europeu, Pernis apivorus
- Macheiramphus alcinus
- Peneireiro-cinzento, Elanus caeruleus
- Milhafre-preto, Milvus migrans
- Milvus aegyptius
- Águia-pescadora-africana, Haliaeetus vocifer
- Abutre-do-coconote, Gypohierax angolensis
- Abutre-de-capuz, Necrosyrtes monachus
- Abutre-barbudo, Gypaetus barbatus
- Abutre-do-egito, Neophron percnopterus (A)
- Grifo-africano, Gyps africanus
- Grifo-do-cabo, Gyps coprotheres
- Torgos tracheliotos
- Abutre-de-cabeça-branca, Trigonoceps occipitalis
- Circaetus pectoralis
- Águia-cobreira-castanha, Circaetus cinereus
- Circaetus cinerascens
- Águia-sem-rabo, Terathopius ecaudatus
- Tartaranhão-ruivo-dos-pauis, Circus aeruginosus
- Circus ranivorus
- Circus maurus
- Tartaranhão-pálido, Circus macrourus
- Tartaranhão-caçador, Circus pygargus
- Secretário-pequeno, Polyboroides typus
- Kaupifalco monogrammicus
- Melierax metabates
- Melierax canorus
- Micronisus gabar
- Açor-africano, Accipiter tachiro
- Accipiter badius
- Gavião-pequeno, Accipiter minullus
- Gavião-do-ovambo, Accipiter ovampensis
- Açor-preto, Accipiter melanoleucus
- Águia-de-asa-redonda, Buteo buteo
- Bútio-rabo-canela, Buteo rufinus (A)
- Buteo augur
- Buteo rufofuscus
- Clanga pomarina
- Águia-rapace, Aquila rapax
- Águia-das-estepes, Aquila nipalensis
- Águia-negra-africana, Aquila verreauxii
- Aquila spilogaster
- Hieraaetus wahlbergi
- Águia-de-botas, Hieraaetus pennatus
- Águia-de-ayre, Hieraaetus ayresii
- Águia-belicosa, Polemaetus bellicosus
- Águia-de-poupa, Lophaetus occipitalis
- Águia-coroada, Stephanoaetus coronatus

Ordem: Accipitriformes   Família: Sagittariidae
O secretário é uma ave de rapina da ordem Accipitriformes facilmente distinguido de outros rapinantes por suas longas pernas.
- Secretário, Sagittarius serpentarius

## Falconiformes
Ordem: Falconiformes   Família: Falconidae

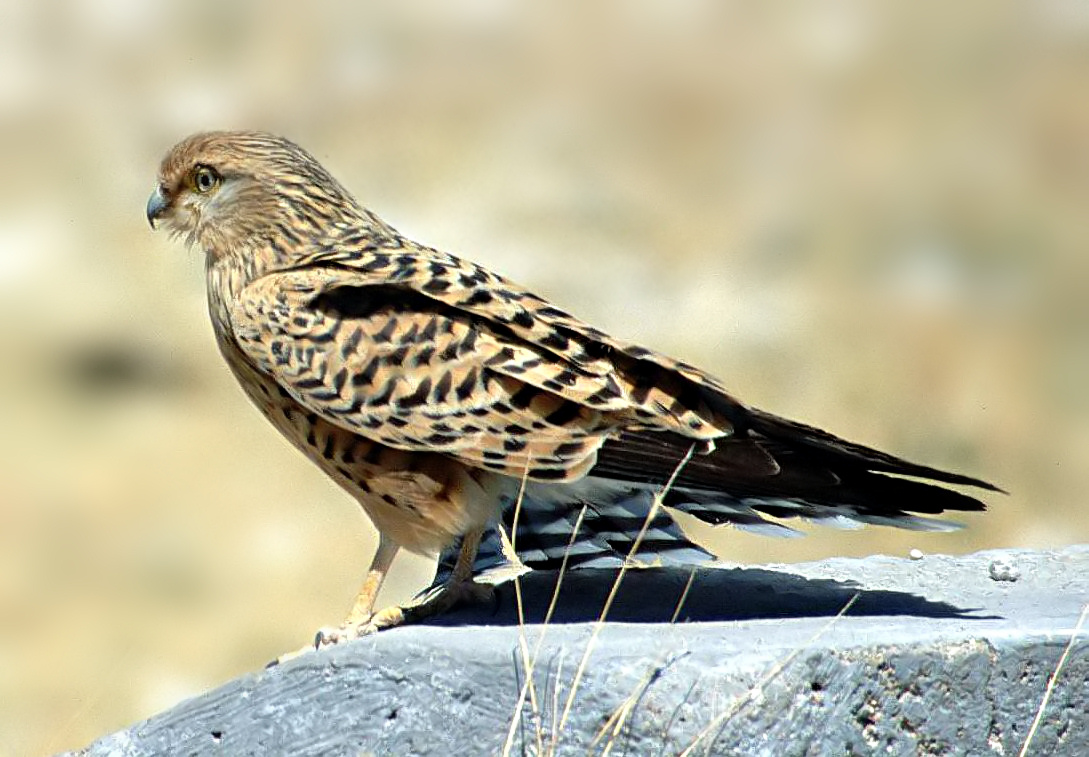
Falco rupicoloides

Falconidae é uma família de aves de rapina de hábitos diurnos. Eles diferem das águias por matarem suas presas com o bico, ao invés das garras.
- Polihierax semitorquatus
- Peneireiro-das-torres, Falco naumanni
- Peneireiro-africano, Falco rupicolus
- Peneireiro-d'olho branco, Falco rupicoloides
- Peneireiro-ardósia, Falco ardosiaceus
- Peneireiro-de-dickinson, Falco dickinsoni
- Falcão-de-nuca-vermelha, Falco chicquera
- Falcão-de-pés-vermelhos, Falco vespertinus
- Falcão-do-amur, Falco amurensis
- Falcão-sombrio, Falco concolor
- Ógea, Falco subbuteo
- Ógea-africana, Falco cuvierii
- Falcão-lanário, Falco biarmicus
- Falcão-taita, Falco fasciinucha
- Falcão-peregrino, Falco peregrinus

## Gruiformes
Ordem: Gruiformes   Família: Gruidae

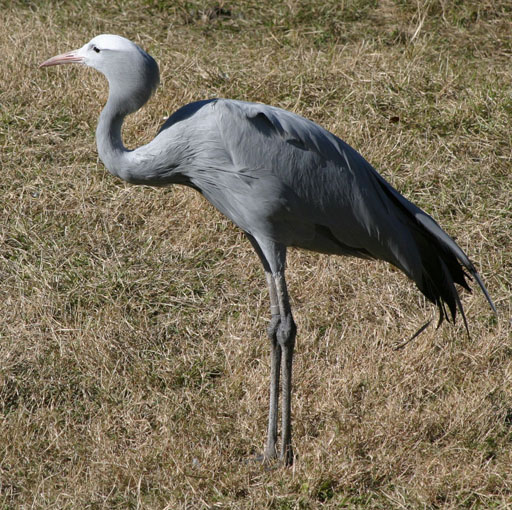
Grou-azul

A família Gruidae é composta por 15 espécies, das quais três ocorrem na Namíbia.
- Grou-coroado-cinzento, Balearica regulorum
- Grou-azul, Anthropoides paradisea
- Grou-carunculado, Bugeranus carunculatus

Ordem: Gruiformes   Família: Rallidae
Rallidae é uma grande família que reúne aves de médio e pequeno porte. Tipicamente, habitam ambientes alagados de vegetação densa, próximo a lagos, pântanos e rios. São geralmente tímidos e ariscos, tornando-os difíceis de se observar. Dezesseis espécies ocorrem na Namíbia.
- Frango-d’água-elegante, Sarothrura elegans
- Frango-d'água-de-peito-vermelho, Sarothrura rufa
- Frango-d’água-de-boehm, Sarothrura boehmi (A)
- Frango-d’água-africano, Rallus caerulescens
- Codornizão-africano, Crecopsis egregia
- Codornizão, Crex crex
- Franga-d’água-preta, Amaurornis flavirostris
- Franga-d’água-pequena, Porzana pusilla
- Franga-d'água-grande, Porzana porzana
- Franga-d’água-estriada, Aenigmatolimnas marginalis
- Porphyrio madagascariensis
- Caimão-de-allen, Porphyrio alleni
- Frango-d'água-azul, Porphyrio martinicus (A)
- Frango-d'água-comum, Gallinula chloropus
- Frango-d'água-menor, Gallinula angulata
- Galeirão-de-crista, Fulica cristata

Ordem: Gruiformes   Família: Heliornithidae
- Pés-de-barbatanas, Podica senegalensis

## Otidiformes
Ordem: Otidiformes   Família: Otididae
- Abetarda-gigante, Ardeotis kori
- Neotis ludwigii
- Neotis denhami

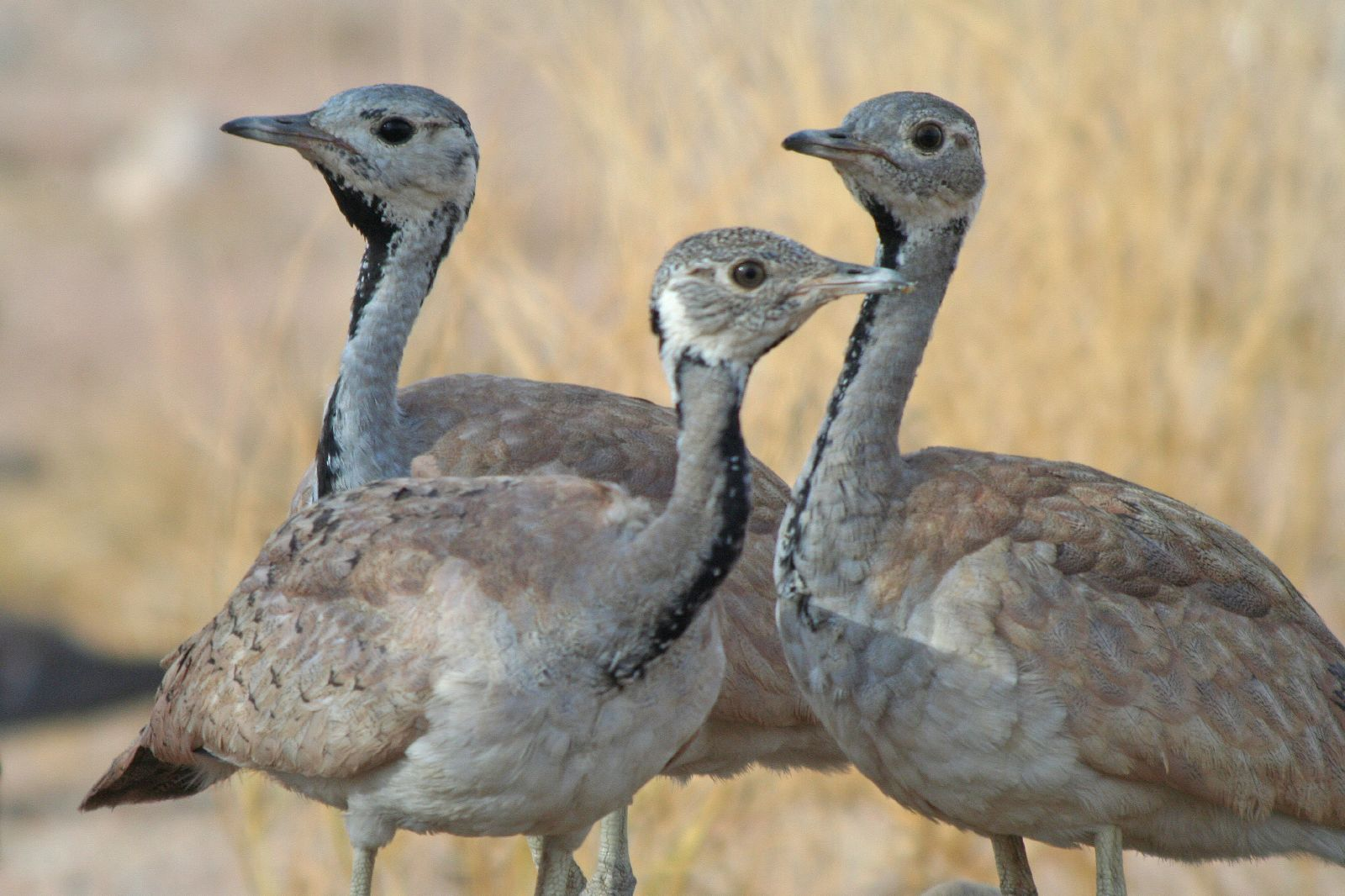
Abetarda-de-rüppell

- Abetarda-do-karoo, Eupodotis vigorsii
- Abetarda-de-rüppell, Eupodotis rueppellii (NE)
- Abetarda-de-poupa, Lophotis ruficrista
- Abetarda-de-asa-preta, Afrotis afra
- Sisão-de-asas-brancas, Afrotis afroides
- Sisão-de-barriga-preta, Lissotis melanogaster

## Charadriiformes
Ordem: Charadriiformes   Família: Turnicidae
- Toirão, Turnix sylvatica

Ordem: Charadriiformes   Família: Jacanidae
- Microparra capensis

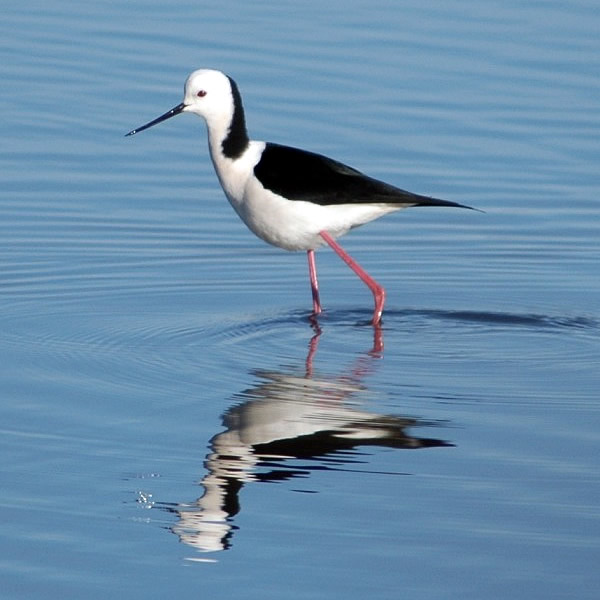
Pernilongo

- Jaçanã-africana, Actophilornis africanus

Ordem: Charadriiformes   Família: Rostratulidae
- Rostratula benghalensis

Ordem: Charadriiformes   Família: Haematopodidae
- Ostraceiro-preto-africano, Haematopus moquini
- Ostraceiro-europeu, Haematopus ostralegus

Ordem: Charadriiformes   Família: Recurvirostridae
- Pernilongo, Himantopus himantopus
- Alfaiate, Recurvirostra avosetta

Ordem: Charadriiformes   Família: Burhinidae
- Alcaravão-d'água, Burhinus vermiculatus
- Burhinus capensis